# Вогняна Земля (острів)
Вогняна Земля, також Ісла-Гранде, Ісла-Гранде-де-Тьєрра-дель-Фуего (ісп. Isla Grande de Tierra del Fuego, досл. «Великий острів Вогняної Землі») — острів у південній частині Південної Америки, від якої його відділяє Магелланова протока, у складі архіпелагу Вогняна Земля.

## Географія
В 1881 році острів був розділений між Аргентиною й Чилі, які раніше заявляли претензії на всю його територію. Його західна частина, площею 29 485 км², становить 61,43 % острова та адміністративно відноситься до Чилі (область XII Регіон Магальянес і Чилійська Антарктика, населення — 150 826 осіб (2002 рік), тоді як східна частина, площею 18 507 км², становить 38,57 % острова, належить Аргентині (провінція Вогняна Земля, Антарктида та острови Південної Атлантики, населення — 100 900 осіб (2001 рік).
Площа острова становить 47 992 км² — таким чином, він займає 29-те місце за площею серед островів у світі. Два головних міста острова, Ушуая і Ріо-Гранде, знаходяться в аргентинській частині острова, а його найвища вершина, гора Шайптон (2580 м), а друга за висотою гора Дарвін (2438 м) — в Чилі. Також на острові є міста Толуїн (аргентинська частина) і Порвенір (чилійська частина).

## Історія
Найдавніші людські поселення виникли на острові понад 10 тис. років тому. Представники народності яґани були, найімовірніше, його найдавнішими мешканцями; археологічні пам'ятки, імовірно пов'язані з ними, виявлені на деяких островах Вогняної Землі.